# Kamitsukasa Shōken

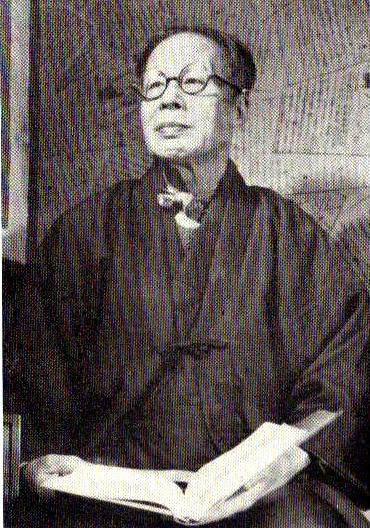
Kamitsukasa Shōken

Kamitsukasa Shōken (japanisch 上司 小剣; geboren 15. Dezember 1874 in Kawanishi (Präfektur Hyōgo); gestorben 2. September 1947) war ein japanischer Schriftsteller.

## Leben und Wirken
Kamitsukasa Shōken stammte aus einer shintōistischen Priesterfamilie, die am Tada-Schrein (多田 神社, Tada jinja) in Kawanishi (Präfektur Hyōgo) tätig war. Er wuchs in Nara auf, brach die „Ōsaka Preparatory School“ (大阪予備学校) ab und arbeitete eine Zeitlang als Ersatzlehrer. 1897 ging er auf Empfehlung des Journalisten Sakai Toshihiko nach Tokio und trat in den Verlag der Zeitung Yomiuri Shimbun ein. Er stieg zum Redaktionsleiter auf und publizierte regelmäßig literarische Notizen. Zu der Zeit hatte Kamitsukasa die naturalistischen Literaten wie Shimamura Hōgetsu, Masamune Hakuchō, Tokuda Shūsei und andere kennengelernt und kam über Sakai mit Sozialisten wie Kōtoku Shūsui und Shirayanagi Shūko (白柳 秀湖, 1884–1950) zusammen. Sein Bekanntenkreis erweiterte sich und verlieh seinem Schreibstil einen Blick auf die Gesellschaft, der in der bisherigen naturalistischen Literatur nicht zu finden war. 1928 verließ er die Zeitung.
Sein Erstlingswerk, der Roman „Kaijin“ (灰燼) – „Asche“ aus dem Jahr 1908, beschäftigte sich mit dem Zusammenleben der Bewohner im Stadtteil Meguro von Tokio. Sein Werk „Mokuzō“ (木像) – „Holzskulptur“ (1910) befasst sich mit den Kaufleuten in der Kansai-Region. Literarische Berühmtheit erlangte Kamitsukasa mit „Hamo no kawa“ (鱧の皮) – „Die Haut des Seeaals“ (1914), das das Leben eines Restaurantbesitzers im Stadtteil Dotombori von Osaka, darstellt. Im darauffolgenden Jahr erschienen „Tenmangū“ (天満宮) – wohl „Kitano Tenman-gū“ und „Chichi no konrei“ (父の婚礼) – „die Hochzeit des Vaters“.  „Daijōkan“ (太政官) – „Das Staatsministerium“ und „Omitsu Sokichi“ (お光壮吉) erschienen 1915.
Kamitsukasa konnte hervorragend den „Kamigata“-(上方)-Typ, also die Bewohner der Kyōto-Osaka-Gegend darstellen. Zu seinen Meisterwerken zählen die vierteilige Romanfolge „Tokyo“ (1921 bis 1947), die unvollendet blieb, und „U Shimbun nendai-ki“ (U新聞年代記) – „Chronik der Zeit bei der You-Zeitung“ von 1933, in der er sein Erfahrungen der Yomiuri-Ära in einem dramatischen Stil niederlegte. 1946 wurde er Mitglied der Akademie der Künste.